# Bo Enander
Bo Fredrik Enander, född 26 juli 1904 i Stockholm, död 27 juni 1960 i Gustav Vasa församling i Stockholm, var en svensk historiker, författare och journalist.
Hans far var grosshandlare Gusten Enander. Han avlade filosofie kandidatexamen vid Stockholms högskola 1926, blev 1929 filosofie licentiat, var medlem av redaktionen för Bonniers konversationslexikon 1926–1929 och 1936–1937. 1930–1933 deltog han i utgivandet av Svenska medeltidsregister, 1933 utgav han Västerbottens läns hushållningssällskaps historia. Mest känd blev han för avsnittet Kampen om kolonierna i Vår egen tids historia (1934). 
Han var från 1934 utrikespolitisk medarbetare för Radiotjänst och i NU, och var 1938–1944 dess huvudredaktör och utgivare, och hans journalistiska verksamhet präglades av tydligt avståndstagande från nazism. Enander var medlem i de antinazistiska organisationerna Samfundet Nordens Frihet och Tisdagsklubben, och del av redaktionen i Nordens frihets tidning. Från 1944 till sin död 1960 var han utrikesredaktör för Expressen. 
Bo Enander är begraven på Norra begravningsplatsen utanför Stockholm.